# Santa María Huiramangaro
Santa María Huiramangaro o Huiramangaro es una localidad ubicada en el municipio de Pátzcuaro en el Estado de Michoacán. 

## Población
Posee una población de 2 590 habitantes. 

## Geografía
María Huiramangaro está a 2,256 metros de altitud.